# Hudsonmeise

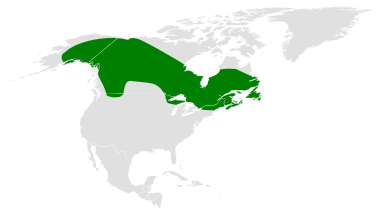
Verbreitungskarte der Hudsonmeise

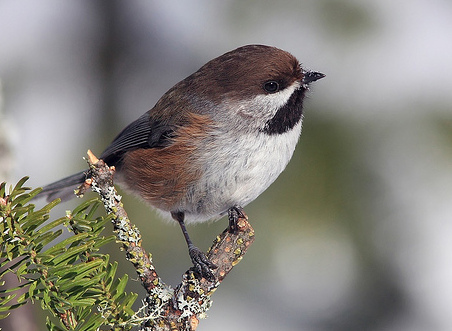
Hudsonmeise

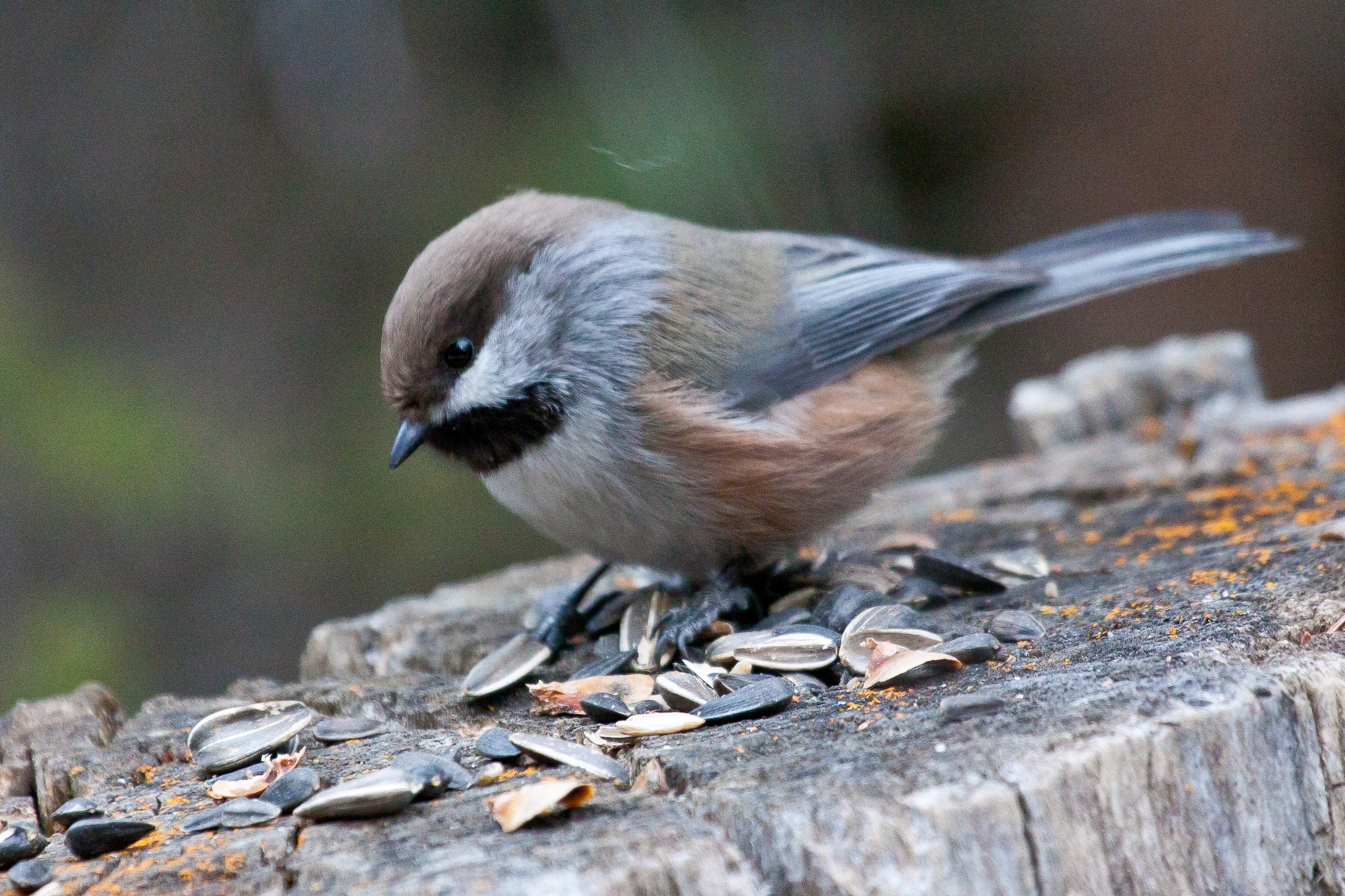
Hudsonmeise

Die Hudsonmeise (Poecile hudsonicus, Syn.: Poecile hudsonica) ist ein in Nordamerika verbreiteter Singvogel aus der Familie der Meisen. Er zählt zu den größten Meisen in Nordamerika und ist ein Standvogel. Die harten Winterbedingungen in seinem Verbreitungsgebiet überlebt er, indem er Wintervorräte anlegt. Es werden mehrere Unterarten für diese Meisenart unterschieden.
Die Bestandssituation der Hudsonmeise wurde 2016 in der Roten Liste gefährdeter Arten der IUCN als „Least Concern (LC)“ = „nicht gefährdet“ eingestuft.

## Merkmale
Die Hudsonmeise erreicht eine Körperlänge von 14 Zentimeter und ist damit eine der größten Meisenarten Nordamerikas.
Die  Hudsonmeise hat eine graubraune Oberseite mit einer braunen Haube, grauen Flügel und einem grauen Schwanz. Die Wangen sind auffällig grau. Die Unterseite ist großteils weiß mit brauen Flankenteilen und einer schwarzen Kehle. Die Körperseiten und die Flanken sind abhängig von der Unterart entweder matt kastanienbraun, rotbraun oder gelbbraun.
Die Hudsonmeise hat einen kurzen dunklen Schnabel, kurze Flügel und einen langen, gekerbten Schwanz.

## Verwechselungsmöglichkeiten
Im Verbreitungsgebiet kommen auch die Schwarzkopfmeise, die Rotrückenmeise und die Lapplandmeise vor. Durch den braunen Oberkopf und die Flügelfärbung ist die Hudsonmeise kaum mit der Schwarzkopfmeise zu verwechseln. Die Unterscheidungsmerkmale zur Rotrückenmeise und zur Lapplandmeise sind das dunklere Gesicht und die mattere Flügelfärbung.

## Vorkommen
Der Vogel bewohnt Nadelwälder in Alaska, Kanada und der nördlichen USA. Obwohl er eigentlich ein Standvogel ist, kann er im Winterhalbjahr etwas südlicher ziehen. Auslöser dieser unregelmäßigen Wanderungen ist nach heutigem Erkenntnisstand ein Mangel an geeigneter Nahrung. Die Hudsonmeise ist dann vereinzelt auch in US-Bundesstaaten wie West Virginia, Virginia, Pennsylvania und New Jersey zu beobachten.

## Verhalten
Die  Hudsonmeise sucht auf Nadelbäumen nach Insekten und Samen und legt auch Vorräte an. Im Winter geht der Vogel in kleinen Gruppen, auch mit anderen Arten, auf Futtersuche.
Außerhalb der Brutperiode ist die Hudsonmeise gegenüber dem Menschen sehr zutraulich. Während der Brutperiode lässt sie dagegen ihre Stimme kaum vernehmen und ist schwer zu beobachten.

## Fortpflanzung
Der Vogel brütet in einer Baumhöhle, die er entweder selbst zimmert oder von einem Specht übernimmt. Das Brutpaar bleibt das ganze Jahr zusammen, manchmal auch das ganze Leben.

## Trivia
Die Gattung Poecile ist eigentlich feminin, das Artepitheton müsste deswegen eigentlich hudsonica lauten. Der Erstbeschreiber der Gattung, Johann Jakob Kaup, erkannte dies jedoch nicht an und unter den
Regeln des ICZN muss die Gattung deshalb als männlich behandelt werden, was zu dem Artepitheton hudsonicus führt.

## Einzelbelege
1. 1 2 3 4 5  Alderfer (Hrsg.): Complete Birds of Northamerica. S. 445.
2. ↑  
Poecile hudsonicus in der Roten Liste gefährdeter Arten der IUCN 2016. Eingestellt von: BirdLife International, 2016. Abgerufen am 29. Januar 2018.
3. ↑  J. del Hoyo, A. Elliott, D. A. Christie (Hrsg.): Handbook of the Birds of the World. 12: Picathartes to Tits and Chickadees. Lynx Edicions, Barcelona 2007, ISBN 978-84-96553-42-2 (englisch).